# Distretto di Nong Bok
Il distretto di Nong Bok è uno dei nove distretti (mueang) della provincia di Khammouan, nel Laos. Ha come capoluogo la città di Nong Bok.